# Heinrich Ernst Beyrich
Heinrich Ernst Beyrich (Berlín, 31 de agosto de 1815 - Berlín, 9 de julio de 1896) fue un geólogo alemán. Se educó en la Universidad de Berlín, y después en Bonn, donde fue alumno de Goldfuss y Noggerath. Obtuvo su doctorado en Berlín, y posteriormente fue contratado por el museo de Mineralogía de la universidad, convirtiéndose en director de la colección paleontológica en 1857, y en director del museo en 1875. 
Fue uno de los fundadores de la Sociedad Geológica Alemana en 1848. Reconoció pronto el valor de la Paleontología en el trabajo estratigráfico, y llevó a cabo investigaciones importantes en las montañas del Rin, en los Alpes y en el Harz. En los años posteriores, dedicó una especial atención a los estratos terciarios, incluyendo el lignito del norte de Alemania.
En 1854 sugirió el nombre Oligoceno para ciertos estratos terciarios intermedios entre el Eoceno y el Mioceno, y el término fue adoptado oficialmente. En 1865 consiguió el cargo de profesor de Geología y Paleontología en la Universidad de Berlín, donde tuvo mucho éxito. Cuando se fundó el Servicio Geológico Prus, fue designado codirector junto con Wilhelm Hauchecorne (1828-1900). Publicó Beitragezur Kenntniss der Versteinerun gen desde rheinischen Ubergangs-gebirges (1837); Uber einige hohmische Trilobiten (1845); Die Conchylien desde norddeutschen Tertiargebirges (1853-1857). Falleció en julio de 1896 en Berlín. 